# John Smith (Schauspieler)
John Smith (* 3. März 1931 in Los Angeles, Kalifornien als Robert Earl Van Orden; † 25. Januar 1995 ebenda) war ein US-amerikanischer Schauspieler.

## Leben und Karriere
Zum ersten Mal stand Smith 1944 in Der Weg zum Glück als Chormitglied vor der Kamera. Nach kleineren Theaterrollen und einer Anstellung als Botenjunge bei Metro-Goldwyn-Mayer folgten erste Rollen, unter anderem als Bruder von James Stewart in Stärker als Ketten (1952). In dem Weihnachtsklassiker Wir sind keine Engel (1955) war er als Schiffsarzt an der Seite von Humphrey Bogart, Peter Ustinov und Aldo Ray zu sehen. 1959 verkörperte er eine der Hauptrollen als Pilot in Frank Tuttles Film Island of Lost Women. Ab demselben Jahr spielte er neben Robert Fuller eine der Hauptrollen in der Fernsehserie Laramie, die in Deutschland unter dem Titel Am Fuß der blauen Berge bis 1963 lief. 1964 hatte Smith eine größere Nebenrolle in Henry Hathaways Film Circus-Welt neben John Wayne und Claudia Cardinale. Etwa ab Mitte der 1960er-Jahre ließen die Rollenangebote für den blondhaarigen Darsteller deutlich nach. Seinen letzten Auftritt übernahm er 1978 in einer Fernsehepisode von Project U.F.O.
John Smith, gebürtig Robert Van Orden, hatte niederländische, deutsche und irische Vorfahren. Er war ein direkter Nachfahre von Peter Stuyvesant. 1960 heiratete er die US-Schauspielerin Luana Patten, die Ehe wurde vier Jahre später geschieden. Er starb 1995 im Alter von 63 Jahren an Herzproblemen und einer Leberzirrhose.

## Filmografie (Auswahl)
- 1944: Der Weg zum Glück (Going My Way)
- 1945: Die Glocken von St. Marien (The Bells of St. Mary’s)
- 1950: Die Männerfeindin (A Woman of Distinction)
- 1952: Stärker als Ketten (Carbine Williams)
- 1953: Arzt im Zwielicht (Battle Circus)
- 1954: Es wird immer wieder Tag (The High and the Mighty)
- 1955: Wir sind keine Engel (We’re No Angels)
- 1955: Abrechnung in Fort Valeau (Desert Sands)
- 1956: Die Rache der Cheyenne (Ghost Town)
- 1956: Hot Rod Girl
- 1956: Verraten und verkauft (Quincannon, Frontier Scout)
- 1956: Lockende Versuchung (Friendly Persuasion)
- 1957: Der Rächer wartet schon (Fury at Showdown)
- 1957: Im Schatten der Schlinge (The Lawless Eighties)
- 1958–1959: Cimarron City (Fernsehserie, 26 Folgen)
- 1959: Island of Lost Women
- 1959–1962: Am Fuß der blauen Berge (Laramie; Fernsehserie, 122 Folgen)
- 1964: Circus-Welt (Circus World)
- 1968/1970: Die Leute von der Shiloh Ranch (The Virginian; Fernsehserie, 2 Folgen)
- 1971: Blutige Verschwörung (Blood Legacy)
- 1972: Notruf California (Emergency!; Fernsehserie, 2 Folgen)
- 1978: Project U.F.O. (Fernsehserie, 1 Folge)